# スーパーガール (あいみょんの曲)
「スーパーガール」は、あいみょんの楽曲。2020年12月16日に2作目の配信限定シングルとして、ワーナーミュージック・ジャパン内のレーベル「unBORDE」からデジタルリリースされた、日本初のAmazon Music限定配信曲。

## 概要
2020年11月6日に無料配信されたライブ【AIMYON Streaming Live "おいしいパスタがあると聞いて" sponsored by Amazon Music】の演奏後に本作のリリースがサプライズ発表された。
作詞・作曲はあいみょん、編曲はトオミヨウ。
リリース日にミュージックビデオのショートムービーが公開された。
2021年3月17日より各種配信サイトからも配信開始となった。